# Séisme de 363 en Galilée
Le séisme de 363 en Galilée est une série de deux séismes ayant secoué la Galilée et les régions voisines du 18 au 19 mai 363,. L'intensité maximale perçue est de VII (dégâts) sur l'échelle macrosismique européenne (EM-92). Le foyer des séismes se trouve sur le tronçon de la faille du Levant situé entre la mer Morte et le golfe d'Aqaba.

## Conséquences

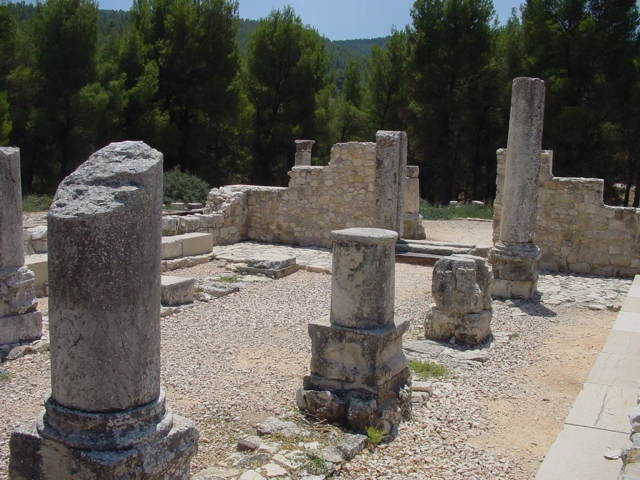
Les ruines de la synagogue de Nabratein en 2005

Sepphoris, au nord-nord-ouest de Nazareth, est sévèrement touchée. Au nord-est de Safed, Nabratein et sa synagogue sont détruites.
Le séisme est probablement responsable de l'échec du projet de reconstruction du temple de Jérusalem autorisé par l'empereur Julien.
Dans la ville de Pétra, en actuelle Jordanie, de nombreux bâtiments sont détruits. Des édifices importants, comme le grand théâtre, les temples (dont le Qasr al-Bint) et la rue à colonnades, sont sévèrement endommagés. Le système de distribution des eaux est paralysé,. Cyrille, alors évêque de Jérusalem, rapporte que « près de la moitié » de la ville a été détruite par une secousse « à la troisième heure, puis une autre à la neuvième heure de la nuit ».

### Autres sources
- (en) Tina M. Niemi, Paleoseismology and archaeoseismology of sites in Aqaba and Petra, Jordan : Field guidebook, Geological Survey of Israel, 2009 (lire en ligne [archive du 29 septembre 2013]), p. 119–124.
- (en) Kenneth W. Russell, « The Earthquake of May 19, A. D. 363 », American Schools of Oriental Research, no 238,‎ 1980, p. 47–64 (JSTOR 1356515).

## Crédit d'auteurs
- (en) Cet article est partiellement ou en totalité issu de l’article de Wikipédia en anglais intitulé « Galilee earthquake of 363 » (voir la liste des auteurs).